# CD38
CD38 (англ. CD38 molecule) – білок, який кодується однойменним геном, розташованим у людей на короткому плечі 4-ї хромосоми.  Довжина поліпептидного ланцюга білка становить 300 амінокислот, а молекулярна маса — 34 328.
| 10         |  | 20         |  | 30         |  | 40         |  | 50         |
| ---------- |  | ---------- |  | ---------- |  | ---------- |  | ---------- |
| MANCEFSPVS |  | GDKPCCRLSR |  | RAQLCLGVSI |  | LVLILVVVLA |  | VVVPRWRQQW |
| SGPGTTKRFP |  | ETVLARCVKY |  | TEIHPEMRHV |  | DCQSVWDAFK |  | GAFISKHPCN |
| ITEEDYQPLM |  | KLGTQTVPCN |  | KILLWSRIKD |  | LAHQFTQVQR |  | DMFTLEDTLL |
| GYLADDLTWC |  | GEFNTSKINY |  | QSCPDWRKDC |  | SNNPVSVFWK |  | TVSRRFAEAA |
| CDVVHVMLNG |  | SRSKIFDKNS |  | TFGSVEVHNL |  | QPEKVQTLEA |  | WVIHGGREDS |
| RDLCQDPTIK |  | ELESIISKRN |  | IQFSCKNIYR |  | PDKFLQCVKN |  | PEDSSCTSEI |
|            |  |            |  |            |  |            |  |            |

A: Аланін

C: Цистеїн

D: Аспарагінова кислота

E: Глутамінова кислота

F: Фенілаланін

G: Гліцин

H: Гістидин

I: Ізолейцин

K: Лізин

L: Лейцин

M: Метіонін

N: Аспарагін

P: Пролін

Q: Глутамін

R: Аргінін

S: Серин

T: Треонін

V: Валін

W: Триптофан

Кодований геном білок за функціями належить до трансфераз, гідролаз, рецепторів. 
Задіяний у таких біологічних процесах як поліморфізм, альтернативний сплайсинг. 
Білок має сайт для зв'язування з НАД, НАДФ. 
Локалізований у мембрані.